# Fear City
Fear City is een Amerikaanse actiefilm uit 1984 geregisseerd door Abel Ferrara.
Het verhaal kan worden gezien als een moderne versie van Jack the Ripper, waarin een ex-bokser, actief als lijfwacht, de man achternazit die op een lugubere en bloederige manier prostituees vermoordt en verminkt.
De film is kenmerkend als Ferrara-film door zijn opnamen in de achterbuurten van New York en zijn verwijzingen naar de katholieke kerk, maar is merkbaar ook Ferrara’s eerste studiofilm, en daarom veel meer op op het publiek aangepast dan zijn eerder onafhankelijke hits Driller Killer (1979) en Ms. 45 (1981).

## Rolverdeling
| Acteur                | Personage     |
| --------------------- | ------------- |
| Tom Berenger          | Matt Rossi    |
| Billy Dee Williams    | Al Wheeler    |
| Jack Scalia           | Nicky Parzeno |
| Melanie Griffith      | Loretta       |
| Michael V. Gazzo      | Mike          |
| Rossano Brazzi        | Carmine       |
| Rae Dawn Chong        | Leila         |
| Janet Julian          | Ruby          |
| John Foster           | Pazzo         |
| María Conchita Alonso | "Silver"      |
| Joe Santos            | Frank         |
| Ola Ray               | "Honey"       |
| Tracy Griffith        | Sandra Cook   |
| Emilia Crow           | Bibi          |
| Jan Murray            | Lou Goldstein |
| Daniel Faraldo        | Sanchez       |